# Міраж (фільм)
«Міраж» (латиськ. «Mirāža») — радянський трисерійний телефільм, кримінальна драма за романом Джеймса Г. Чейза «Весь світ у кишені». Знятий у 1983 році на Ризькій кіностудії режисером Алоїзом Бренчем. На відміну від роману має яскраве соціальне підґрунтя.

## Сюжет
Головні герої вирішують викрасти інкасаторський броньовик, на якому перевозять величезні гроші (3 млн доларів). Вони вірять, що вкрадені гроші дозволять їм знайти свободу і щастя. Незважаючи на бездоганний план їхня затія зазнає краху, а учасники авантюри гинуть один за одним. Усі надії на багатство виявилися міражем …

## Особливості виробництва фільму
- Автомобіль, який використовують головні герої — американський Pontiac Grand Ville 1972 року випуску.
- Тих американських автомобілів, що були в розпорядженні знімальної групи, виявилося недосить для зйомок фільму, тому довелося використовувати також вітчизняні автомобілі. Так, джип американської армії «зіграв» закамуфльований ГАЗ-69, а броньовик «Welling super box», який викрали головні герої фільму, не що інше як відтюнінгована «Нива». На початку 1990-х конструктори тольяттинської фірми «СПА Бронто», натхненні сюжетом фільму, спроектували реальний інкасаторський броньовик на базі ВАЗ-2121[джерело?]. Виробництвом таких машин на базі Ниви ця компанія займається до сих пір.

## У ролях
- Мартіньш Вілсонс[lv] — Ел Кітсон (озвучує Олексій Панькин)
- Мірдза Мартінсоне — Джіні (озвучує Ірина Губанова)
- Регімантас Адомайтіс — Френк Морган (озвучує Фелікс Яворський)
- Інтс Буранс — Блек (озвучує Борис Бистров)
- Борис Іванов — Джипо
- Арніс Ліцитіс — Делані
- Улдіс Ваздікс — Хетвілд, керівник комплекса відпочинку
- Арійс Гейкінс — тренер
- Вілніс Бекеріс — шериф Купер (озвучує Олексій Сафонов)
- Ромуалдс Анцанс — поліцейський
- Андріс Берзіньш
- Карліс Зушманіс
- Улдіс Норенбергс
- Паул Буткевич — Бредфорд
- Вольдемар Шоріньш
- Яніс Клушс
- Ласма Кугрена
- Айварс Сіліньш
- Майя Егліте

## Знімальна група
- Автор сценарію: Алвіс Лапіньш
- Режисер: Алоїз Бренч
- Оператор: Яніс Мурнієкс
- Художник: Віктор Шильдкнехт
- Композитор: Іварс Вігнерс